# Simulium peskovi
Simulium peskovi es una especie de insecto del género Simulium, familia Simuliidae, orden Diptera.
Fue descrita científicamente por Ismagulov & Koshkimbaev, 1996.